# Parun

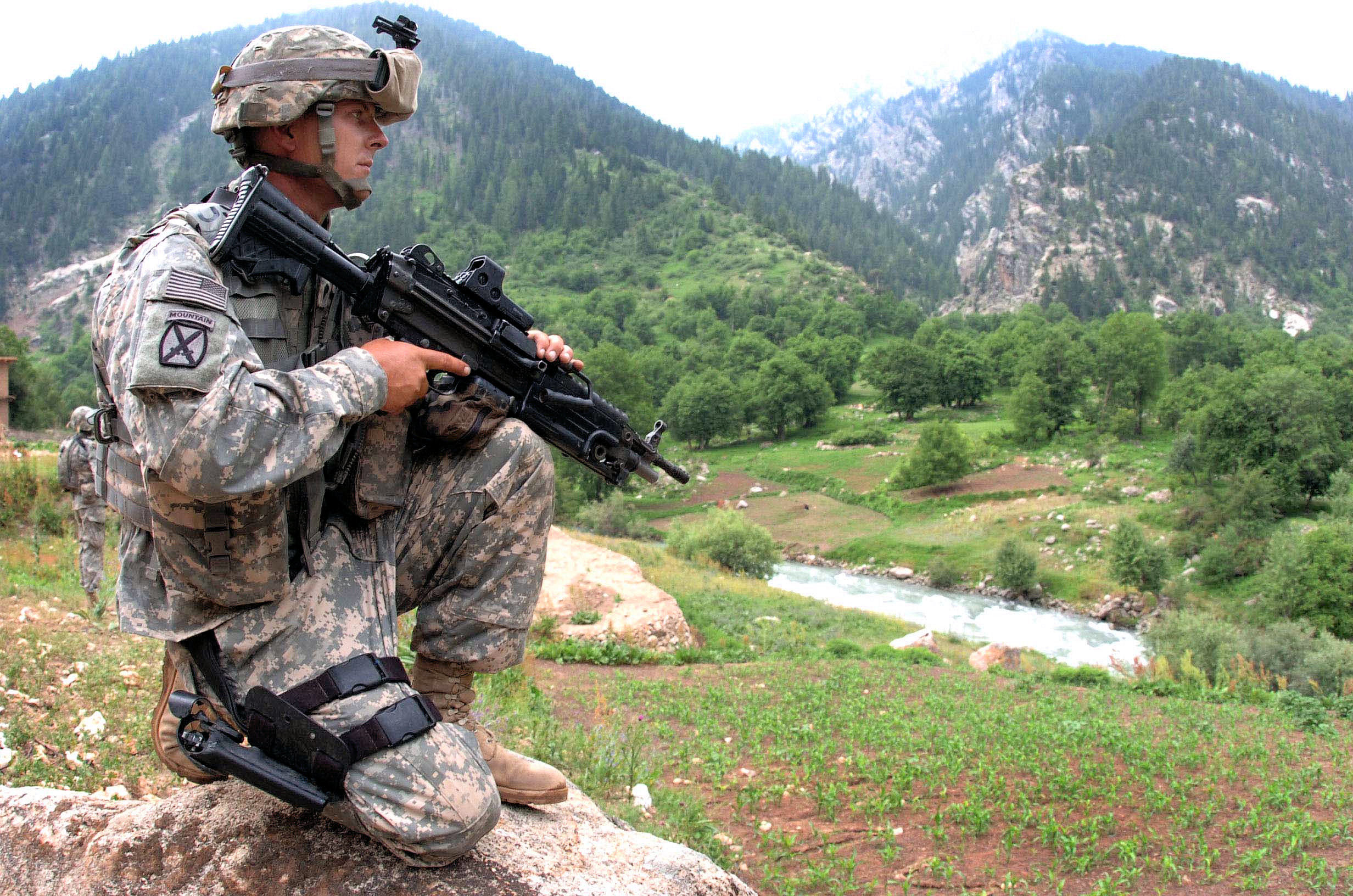
Um soldado americano faz a segurança no Distrito de Parun em 2007

Parun é uma pequena vila que funciona como centro administrativo na província do Nuristão, Afeganistão.[carece de fontes?]